# گوگلیلمو بورلی
گوگلیلمو بورلی (انگلیسی: Guglielmo Burelli؛ زادهٔ ۳۰ ژوئن ۱۹۳۶) بازیکن فوتبال اهل ایتالیا است.
از باشگاه‌هایی که در آن بازی کرده‌است می‌توان به باشگاه فوتبال یوونتوس، باشگاه فوتبال بولونیا، باشگاه فوتبال اودینزه، باشگاه فوتبال ویچنزا، و باشگاه فوتبال وارزه اشاره کرد.